# Những giải thưởng cá nhân cấp câu lạc bộ của UEFA
Những giải thưởng cá nhân cấp câu lạc bộ của UEFA được trao bởi UEFA cho những người chơi xuất sắc nhất ở cúp châu Âu. Lễ trao giải diễn ra tại Monaco vào tháng 8 trước trận tranh Siêu cúp châu Âu và từ mùa bóng 2005-06, nó được tổ chức trong buổi lễ bốc thăm chia bảng UEFA Champions League.
Cách thức bầu chọn mới được giới thiệu từ mùa bóng 2005-2006 với việc Huấn luyện viên trưởng của 16 đội bóng lọt vào vòng đấu loại trực tiếp UEFA Champions League được phép bỏ phiếu.
Internazionale là đội bóng đầu tiên và duy nhất có cầu thủ dành toàn bộ giải thưởng trong một mùa bóng (mùa 2009-10). Cũng sau mùa bóng này, UEFA đã dừng trao giải thưởng này và thay thế bởi giải thưởng Cầu thủ xuất sắc nhất châu Âu của UEFA.

## Những giải thưởng

### Thủ môn xuất sắc nhất

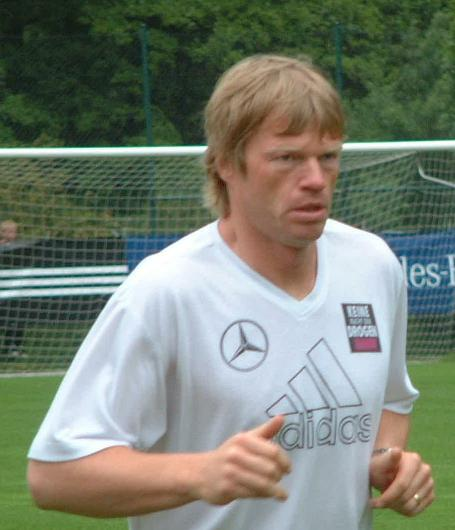
Oliver Kahn, người chiến thắng giải thưởng này 4 lần liên tiếp trong màu áo Bayern München

*In đậm là cầu thủ giành giải Cầu thủ xuất sắc nhất mùa của UEFA/Cầu thủ xuất sắc nhất châu Âu của UEFA trong năm đó.
| Mùa giải  |                 | Tên               |                 | Câu lạc bộ        |
| --------- | --------------- | ----------------- | --------------- | ----------------- |
| 1997–98   | Đan Mạch        | Peter Schmeichel  | Anh             | Manchester United |
| 1998–99   | Đức             | Oliver Kahn       | Đức             | Bayern München    |
| 1999–2000 | Đức             | Oliver Kahn       | Đức             | Bayern München    |
| 2000–01   | Đức             | Oliver Kahn       | Đức             | Bayern München    |
| 2001–02   | Đức             | Oliver Kahn       | Đức             | Bayern München    |
| 2002–03   | Ý               | Gianluigi Buffon  | Ý               | Juventus          |
| 2003–04   | Bồ Đào Nha      | Vítor Baía        | Bồ Đào Nha      | Porto             |
| 2004–05   | Cộng hòa Séc    | Petr Čech         | Anh             | Chelsea           |
| 2005–06   | Đức             | Jens Lehmann      | Anh             | Arsenal           |
| 2006–07   | Cộng hòa Séc    | Petr Čech         | Anh             | Chelsea           |
| 2007–08   | Cộng hòa Séc    | Petr Čech         | Anh             | Chelsea           |
| 2008–09   | Hà Lan          | Edwin van der Sar | Anh             | Manchester United |
| 2009–10   | Brasil          | Júlio César       | Ý               | Internazionale    |
| 2010–2016 | Không trao giải | Không trao giải   | Không trao giải | Không trao giải   |
| 2016–17   | Ý               | Gianluigi Buffon  | Ý               | Juventus          |
| 2017–18   | Costa Rica      | Keylor Navas      | Tây Ban Nha     | Real Madrid       |

#### Theo quốc gia
| Quốc gia     | Cầu thủ | Số lần |
| ------------ | ------- | ------ |
| Đức          | 2       | 5      |
| Cộng hòa Séc | 1       | 3      |
| Ý            | 1       | 2      |
| Đan Mạch     | 1       | 1      |
| Bồ Đào Nha   | 1       | 1      |
| Hà Lan       | 1       | 1      |
| Brasil       | 1       | 1      |
| Costa Rica   | 1       | 1      |

#### Theo câu lạc bộ
| Câu lạc bộ        | Cầu thủ | Số lần |
| ----------------- | ------- | ------ |
| Bayern München    | 1       | 4      |
| Chelsea           | 1       | 3      |
| Manchester United | 2       | 2      |
| Juventus          | 1       | 2      |
| Porto             | 1       | 1      |
| Internazionale    | 1       | 1      |
| Arsenal           | 1       | 1      |
| Real Madrid       | 1       | 1      |

### Hậu vệ xuất sắc nhất

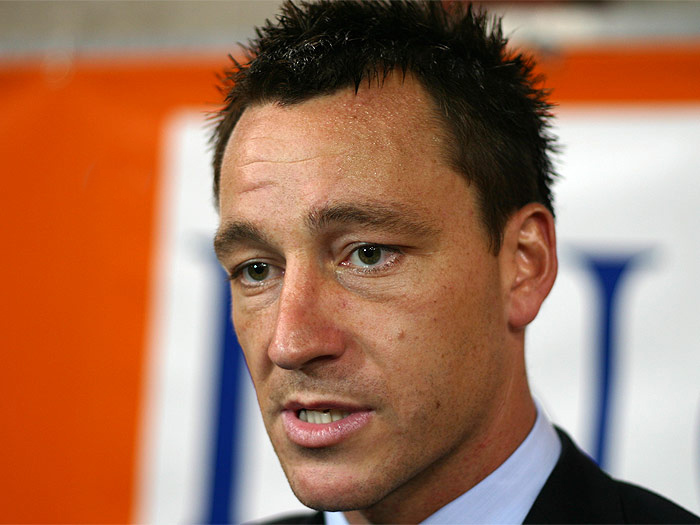
John Terry, ba lần giành giải thưởng này trong màu áo Chelsea

*In đậm là cầu thủ giành giải Cầu thủ xuất sắc nhất mùa của UEFA/Cầu thủ xuất sắc nhất châu Âu của UEFA trong năm đó.
| Mùa       |                 | Tên              |                 | Câu lạc bộ        |
| --------- | --------------- | ---------------- | --------------- | ----------------- |
| 1997–98   | Tây Ban Nha     | Fernando Hierro  | Tây Ban Nha     | Real Madrid       |
| 1998–99   | Hà Lan          | Jaap Stam        | Anh             | Manchester United |
| 1999–2000 | Hà Lan          | Jaap Stam        | Anh             | Manchester United |
| 2000–01   | Argentina       | Roberto Ayala    | Tây Ban Nha     | Valencia          |
| 2001–02   | Brasil          | Roberto Carlos   | Tây Ban Nha     | Real Madrid       |
| 2002–03   | Brasil          | Roberto Carlos   | Tây Ban Nha     | Real Madrid       |
| 2003–04   | Bồ Đào Nha      | Ricardo Carvalho | Bồ Đào Nha      | Porto             |
| 2004–05   | Anh             | John Terry       | Anh             | Chelsea           |
| 2005–06   | Tây Ban Nha     | Carles Puyol     | Tây Ban Nha     | Barcelona         |
| 2006–07   | Ý               | Paolo Maldini    | Ý               | Milan             |
| 2007–08   | Anh             | John Terry       | Anh             | Chelsea           |
| 2008–09   | Anh             | John Terry       | Anh             | Chelsea           |
| 2009–10   | Brasil          | Maicon           | Ý               | Internazionale    |
| 2010–2016 | Không trao giải | Không trao giải  | Không trao giải | Không trao giải   |
| 2016–17   | Tây Ban Nha     | Sergio Ramos     | Tây Ban Nha     | Real Madrid       |
| 2017–18   | Tây Ban Nha     | Sergio Ramos     | Tây Ban Nha     | Real Madrid       |

#### Theo quốc gia
| Quốc gia    | Cầu thủ | Số lần |
| ----------- | ------- | ------ |
| Tây Ban Nha | 3       | 4      |
| Brasil      | 2       | 3      |
| Anh         | 1       | 3      |
| Hà Lan      | 1       | 2      |
| Argentina   | 1       | 1      |
| Ý           | 1       | 1      |
| Bồ Đào Nha  | 1       | 1      |

#### Theo câu lạc bộ
| Câu lạc bộ        | Cầu thủ | Số lần |
| ----------------- | ------- | ------ |
| Real Madrid       | 3       | 5      |
| Chelsea           | 1       | 3      |
| Manchester United | 1       | 2      |
| Barcelona         | 1       | 1      |
| Milan             | 1       | 1      |
| Internazionale    | 1       | 1      |
| Porto             | 1       | 1      |
| Valencia          | 1       | 1      |

### Tiền vệ xuất sắc nhất

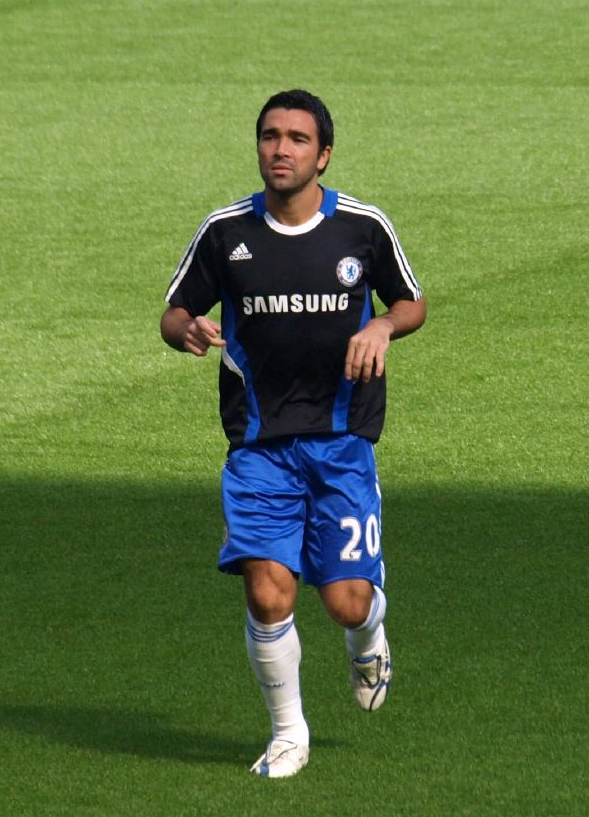
Deco, người dành giải thưởng này hai lần, một lần với Porto và một lần với Barcelona

*In đậm là cầu thủ giành giải Cầu thủ xuất sắc nhất mùa của UEFA/Cầu thủ xuất sắc nhất châu Âu của UEFA trong năm đó.
| Mùa giải  |                 | Tên              |                 | Câu lạc bộ        |
| --------- | --------------- | ---------------- | --------------- | ----------------- |
| 1997–98   | Pháp            | Zinedine Zidane  | Ý               | Juventus          |
| 1998–99   | Anh             | David Beckham    | Anh             | Manchester United |
| 1999–2000 | Tây Ban Nha     | Gaizka Mendieta  | Tây Ban Nha     | Valencia          |
| 2000–01   | Tây Ban Nha     | Gaizka Mendieta  | Tây Ban Nha     | Valencia          |
| 2001–02   | Đức             | Michael Ballack  | Đức             | Bayer Leverkusen  |
| 2002–03   | Cộng hòa Séc    | Pavel Nedvěd     | Ý               | Juventus          |
| 2003–04   | Bồ Đào Nha      | Deco             | Bồ Đào Nha      | Porto             |
| 2004–05   | Brasil          | Kaká             | Ý               | Milan             |
| 2005–06   | Bồ Đào Nha      | Deco             | Tây Ban Nha     | Barcelona         |
| 2006–07   | Hà Lan          | Clarence Seedorf | Ý               | Milan             |
| 2007–08   | Anh             | Frank Lampard    | Anh             | Chelsea           |
| 2008–09   | Tây Ban Nha     | Xavi             | Tây Ban Nha     | Barcelona         |
| 2009–10   | Hà Lan          | Wesley Sneijder  | Ý               | Internazionale    |
| 2010–2016 | Không trao giải | Không trao giải  | Không trao giải | Không trao giải   |
| 2016–17   | Croatia         | Luka Modrić      | Tây Ban Nha     | Real Madrid       |
| 2017–18   | Croatia         | Luka Modrić      | Tây Ban Nha     | Real Madrid       |

#### Theo quốc gia
| Quốc gia     | Cầu thủ | Số lần |
| ------------ | ------- | ------ |
| Tây Ban Nha  | 2       | 3      |
| Anh          | 2       | 2      |
| Hà Lan       | 2       | 2      |
| Bồ Đào Nha   | 1       | 2      |
| Croatia      | 1       | 2      |
| Brasil       | 1       | 1      |
| Pháp         | 1       | 1      |
| Đức          | 1       | 1      |
| Cộng hòa Séc | 1       | 1      |

#### Theo câu lạc bộ
| Câu lạc bộ        | Cầu thủ | Số lần |
| ----------------- | ------- | ------ |
| Barcelona         | 2       | 2      |
| Milan             | 2       | 2      |
| Juventus          | 2       | 2      |
| Valencia          | 1       | 2      |
| Real Madrid       | 1       | 2      |
| Internazionale    | 1       | 1      |
| Chelsea           | 1       | 1      |
| Manchester United | 1       | 1      |
| Bayer Leverkusen  | 1       | 1      |
| Porto             | 1       | 1      |

### Tiền đạo xuất sắc nhất

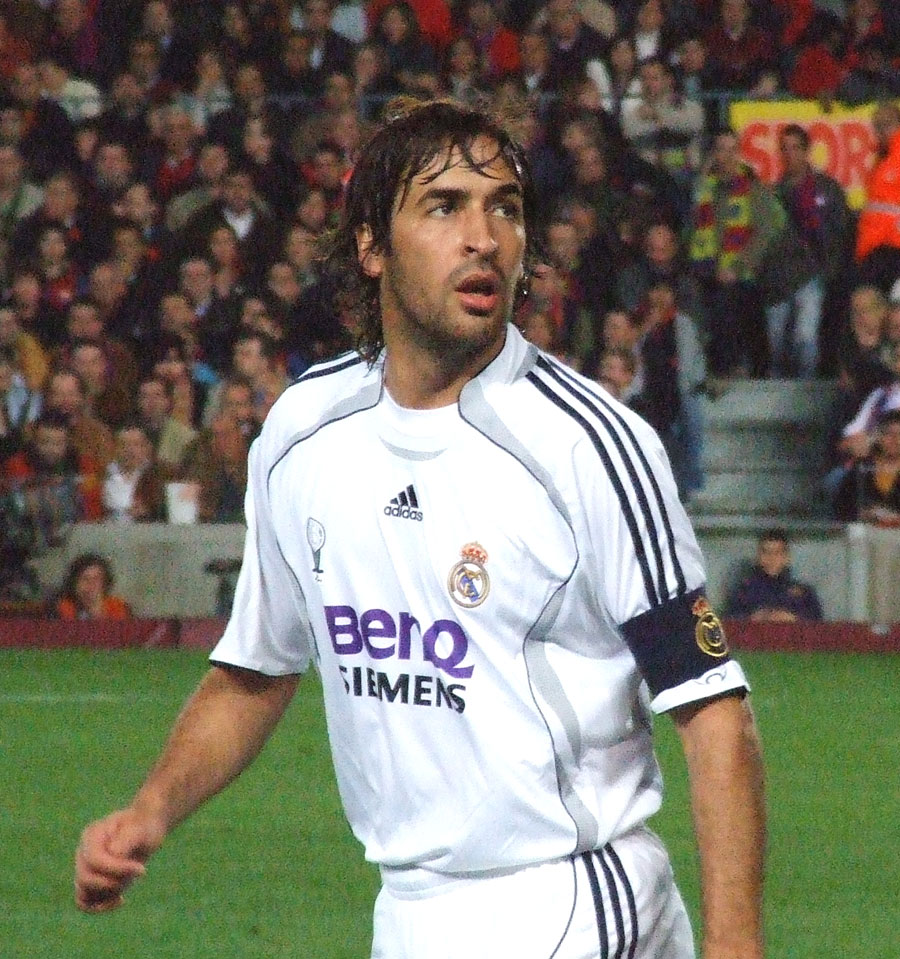
Raúl, một trong số các cầu thủ giành 3 lần giải thưởng này, đều trong màu áo Real Madrid

*In đậm là cầu thủ giành giải Cầu thủ xuất sắc nhất mùa của UEFA/Cầu thủ xuất sắc nhất châu Âu của UEFA trong năm đó.
| Mùa giải  |                 | Tên                 |                 | Câu lạc bộ        |
| --------- | --------------- | ------------------- | --------------- | ----------------- |
| 1997–98   | Brasil          | Ronaldo             | Ý               | Internazionale    |
| 1998–99   | Ukraina         | Andriy Shevchenko   | Ukraina         | Dynamo Kyiv       |
| 1999–2000 | Tây Ban Nha     | Raúl                | Tây Ban Nha     | Real Madrid       |
| 2000–01   | Tây Ban Nha     | Raúl                | Tây Ban Nha     | Real Madrid       |
| 2001–02   | Tây Ban Nha     | Raúl                | Tây Ban Nha     | Real Madrid       |
| 2002–03   | Hà Lan          | Ruud van Nistelrooy | Anh             | Manchester United |
| 2003–04   | Tây Ban Nha     | Fernando Morientes  | Pháp            | Monaco            |
| 2004–05   | Brasil          | Ronaldinho          | Tây Ban Nha     | Barcelona         |
| 2005–06   | Cameroon        | Samuel Eto'o        | Tây Ban Nha     | Barcelona         |
| 2006–07   | Brasil          | Kaká                | Ý               | Milan             |
| 2007–08   | Bồ Đào Nha      | Cristiano Ronaldo   | Anh             | Manchester United |
| 2008–09   | Argentina       | Lionel Messi        | Tây Ban Nha     | Barcelona         |
| 2009–10   | Argentina       | Diego Milito        | Ý               | Internazionale    |
| 2010–2016 | Không trao giải | Không trao giải     | Không trao giải | Không trao giải   |
| 2016–17   | Bồ Đào Nha      | Cristiano Ronaldo   | Tây Ban Nha     | Real Madrid       |
| 2017–18   | Bồ Đào Nha      | Cristiano Ronaldo   | Tây Ban Nha     | Real Madrid       |

#### Theo quốc gia
| Quốc gia    | Cầu thủ | Số lần |
| ----------- | ------- | ------ |
| Tây Ban Nha | 2       | 4      |
| Brasil      | 3       | 3      |
| Bồ Đào Nha  | 1       | 3      |
| Argentina   | 2       | 2      |
| Cameroon    | 1       | 1      |
| Hà Lan      | 1       | 1      |
| Ukraina     | 1       | 1      |

#### Theo câu lạc bộ
| Câu lạc bộ        | Cầu thủ | Số lần |
| ----------------- | ------- | ------ |
| Real Madrid       | 2       | 5      |
| Barcelona         | 3       | 3      |
| Manchester United | 2       | 2      |
| Internazionale    | 2       | 2      |
| Milan             | 1       | 1      |
| Dynamo Kyiv       | 1       | 1      |
| Monaco            | 1       | 1      |

### Huấn luyện viên của năm
| Năm       |                          | Huấn luyện viên               |                           | Câu lạc bộ            |
| --------- | ------------------------ | ----------------------------- | ------------------------- | --------------------- |
| 1997–98*  | Ý                        | Marcello Lippi                | Ý                         | Juventus              |
| 1998–99   | Scotland                 | Alex Ferguson                 | Anh                       | Manchester United     |
| 1999–2000 | Argentina                | Héctor Cúper                  | Tây Ban Nha               | Valencia              |
| 2000–01   | Đức                      | Ottmar Hitzfeld               | Đức                       | Bayern München        |
| 2001–02   | Tây Ban Nha              | Vicente del Bosque            | Tây Ban Nha               | Real Madrid           |
| 2002–03   | Ý · Bồ Đào Nha           | Carlo Ancelotti José Mourinho | Ý · Bồ Đào Nha            | Milan Porto           |
| 2003–04   | Bồ Đào Nha · Tây Ban Nha | José Mourinho Rafael Benítez  | Bồ Đào Nha · Tây Ban Nha  | Porto Valencia        |
| 2004–05   | Tây Ban Nha · Nga        | Rafael Benítez Valery Gazzaev | Anh · Nga                 | Liverpool CSKA Moskva |
| 2005–06*  | Hà Lan · Tây Ban Nha     | Frank Rijkaard Juande Ramos   | Tây Ban Nha · Tây Ban Nha | Barcelona Sevilla     |

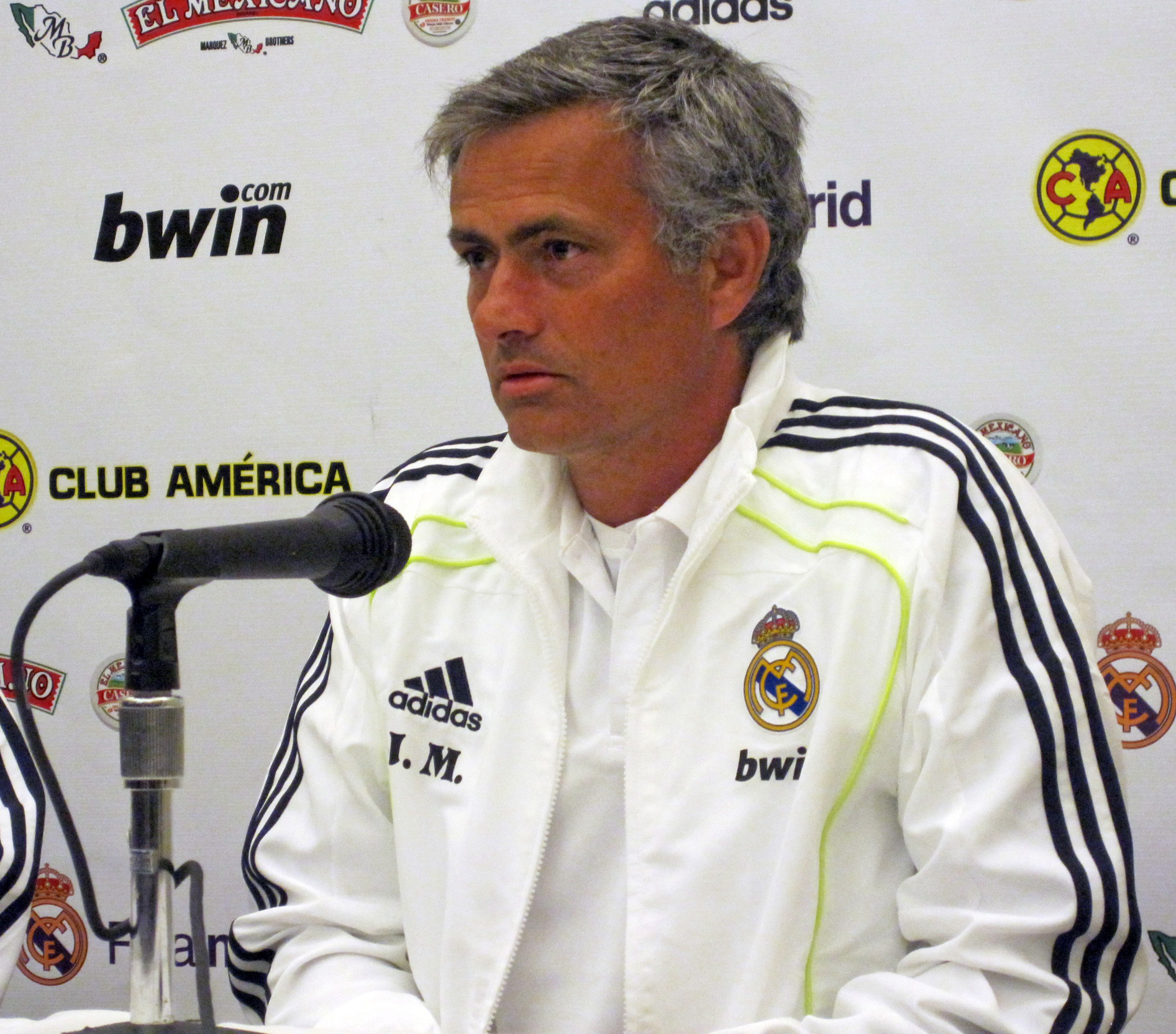
José Mourinho, người hai lần chiến thắng giải thưởng này với F.C. Porto.

**UEFA dừng trao giải cho Huấn luyện viên sau mùa bóng 2005–06.

#### Theo quốc gia
| Quốc gia    | Huấn luyện viên | Số lần |
| ----------- | --------------- | ------ |
| Tây Ban Nha | 3               | 4      |
| Ý           | 2               | 2      |
| Bồ Đào Nha  | 1               | 2      |
| Scotland    | 1               | 1      |
| Argentina   | 1               | 1      |
| Đức         | 1               | 1      |
| Nga         | 1               | 1      |
| Hà Lan      | 1               | 1      |

#### Theo câu lạc bộ
| Câu lạc bộ        | Huấn luyện viên | Số lần |
| ----------------- | --------------- | ------ |
| Valencia          | 2               | 2      |
| Porto             | 1               | 2      |
| Real Madrid       | 1               | 1      |
| Barcelona         | 1               | 1      |
| Sevilla           | 1               | 1      |
| Manchester United | 1               | 1      |
| Liverpool         | 1               | 1      |
| Bayern München    | 1               | 1      |
| Juventus          | 1               | 1      |
| Milan             | 1               | 1      |
| CSKA Moskva       | 1               | 1      |

## Liên kết khác
- UEFA Club Football Awards